# Лидский, Аркадий Тимофеевич
Аркадий Тимофеевич Лидский (при рождении — Арон Тевелевич Лидский; 23 декабря 1890, Екатеринодар — 30 января 1973, Свердловск) — советский хирург и учёный-медик, доктор медицинских наук (1935), профессор (1922), член-корреспондент Академии медицинских наук СССР (1945).

## Биография
Родился 23 декабря 1890 года в Екатеринодаре в семье служащего. Мать — Александра Соломоновна  Гороховская (1879 — февраль 1961, похоронена на Северном кладбище Екатеринбурга). В семье также были сыновья — Моисей Тевелевич Лидский (1884—1955), Семён Тевельевич Лидский (1901—1989), Абрам Тимофеевич Лидский, которые впоследствии жили в Москве.
В 1906 году окончил 8 классов Астраханской второй мужской гимназии и в 1909 году реальное училище там же.
В 1914 году окончил медицинский факультет Казанского университета, стажировался в Германии, затем был призван на военную службу — врачом 193 пехотного Свияжского полка, а в 1916 году был назначен главным хирургом 49-й Пехотной дивизии, в 1917 году возглавил хирургическое отделение в IV-ом Варшавском госпитале в Одессе. В октябре 1917 года был переведён в Астрахань в качестве главного ординатора
хирургического отделения 105-го Сводного эвакуационного госпиталя, в том же году организовал отделение экстренной хирургической помощи в Краевой Советской больнице в Астрахани, на протяжении 1920-х годов работал ординатором хирургического отделения краевой больницы, на базе которой в ноябре 1918 года основал и стал первым заведующим кафедры нормальной анатомии медицинского факультета Краевого астраханского университета (с 1922 года Астраханского медицинского института). В 1922 году ему было присвоено звание профессора и возглавил хирургическую клинику в больнице на Паробичем Бугре, где принял участие в формировании на её базе кафедры госпитальной хирургии. До 1931 года последовательно возглавлял кафедры нормальной анатомии медицинского факультета университета (1918—1922), анатомии человека, госпитальной и общей хирургии Астраханского государственного медицинского института.
В 1931 году приглашён в Свердловск во вновь открываемый медицинский институт, где первоначально занимал должность заместителя директора по учебной части, а с 1935 года на протяжении 30 лет заведовал кафедрой госпитальной хирургии.
Во время Великой Отечественной войны был главным хирургом эвакогоспиталей Наркомздрава по Свердловской области, проводил консультативную работу в госпиталях города и области, а также преподавательскую работу на кафедре и курсах переподготовки врачей по военно-полевой хирургии.
Состоял членом правления Всесоюзного общества хирургов и Международной ассоциации хирургов, являлся почетным членом Общества хирургов им. Н. И. Пирогова; был членом редакционного совета журналов «Хирургия», «Клиническая медицина», «Вестник хирургии» и редактором раздела «Хирургия» во втором издании БМЭ.
 Умер 30 января 1973 года в Свердловске, похоронен на Широкореченском кладбище.

## Научное наследие
Автор более 200 научных работ, в том числе 9 монографий. Научный руководитель 62 кандидатских и 14 докторских диссертаций.

## Награды
- Орден Ленина (1961).
- Орден Красной Звезды (03.03.1942)[7].
- Медали.
- Заслуженный деятель науки РСФСР (1942).
- Премия им. Н. И. Пирогова АМН СССР за монографию «Хирургические заболевания печени и желчевыводящей системы»[6].

## Ученики
- Збыковская, Лидия Алексеевна (1903—1981) — хирург, доктор медицинских наук (1957), профессор (1960). Автор более 70 научных работ по вопросам диагностики и лечения заболеваний периферических сосудов, неотложной абдоминальной хирургии, хирургии желчевыводящей системы. Одна из основателей направления практической сосудистой хирургии на Урале. С 1945 года работала в должности ассистента на кафедре госпитальной хирургии Свердловского медицинского института под руководством профессора Лидского А. Т.

## Память
- На здании Городской больницы скорой медицинской помощи в Екатеринбурге установлена мемориальная доска с текстом: «Здесь с 1939 по 1972 г. работал основатель Уральской школы хирургов, член-корр. АМН СССР, заслуженный деятель науки РСФСР Лидский Аркадий Тимофеевич (1890—1973 гг.)»[6].

## Семья
Сын — Эммануил Аркадьевич Лидский (01.12.1924 — 31.07.2012, похоронен на Михайловском кладбище Екатеринбурга), доктор технических наук, профессор и заведующий кафедрой «Технология производства радиоаппаратуры» Института радиоэлектроники и информационных технологий в Екатеринбурге.

## Дополнительные источники
- admin. Лидский Аркадий Тимофеевич. Российская еврейская энциклопедия (7 июня 2023). Дата обращения: 27 июля 2023.
- Аркадий Тимофеевич Лидский. Информация о Свердловской области. Свердловская областная научная библиотека имени В. Г. Белинского (16 июля 2014). Дата обращения: 27 июля 2023.
- Покровский Г. А. Лидский Аркадий Тимофеевич // Большая медицинская энциклопедия : в 30 т. / гл. ред. Б. В. Петровский. — 3-е изд. — М. : Советская энциклопедия, 1980. — Т. 13 : Ленин и здравоохранение — Мединал. — С. 97—98. — 552 с. : ил.